# クリスチャン・トムセン

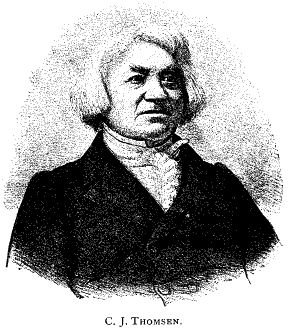
クリスチャン・トムセン

クリスチャン・ユルゲンセン・トムセン（Christian Jürgensen Thomsen、1788年12月29日 - 1865年5月21日）は、デンマークの考古学者である。石器時代・青銅器時代・鉄器時代の区分を提示した事で有名である。

## 人物
コペンハーゲン博物館の責任者として、博物館の展示品を利器によって、特に刃物の材質の変化を基準にして分類し、人類は石以外に金属を知らない石器時代、鉄がまだ使われていない青銅器時代、鉄器時代という三つの時代を経たことを区分して展示した。この考え方を推し進め、1836年に『Legetraad til nordisk Oldkyndighed（北方古代文化入門）』を著して三時期法(三時代区分法)(en)（三時代区分法）を提唱し、弟子であるJ・J・A・ヴォーソーの度重なる発掘によって実証された。この考えは、材質の発見、制作、利用という原理に立脚していた。また、トムセンは、この区分はスカンディナヴィアとその周辺地域に適用できるとしていた。